# Piață valutară
Piața valutară sau ForEx sau FX (prescurtat de la foreign exchange market din engleză) este o piață a tranzacțiilor de vânzare-cumpărare a valutelor. Piețele valutare permit participanților să schimbe o anumită monedă contra altei monede. Una dintre părți cumpără o anumită monedă de la cealaltă parte, în schimbul unei alte monede. Schimburile valutare există ca rezultat al comerțului și investițiilor internaționale, astfel companiile care importă sau exportă mărfuri cumpără aceste mărfuri într-o monedă și le vând într-o altă monedă. De aceea ele au nevoie să convertească în moneda în care plătesc mărfurile respective o parte din banii pe care îi primesc. Speculația constituie cea mai mare parte a tranzacțiilor pe piața valutară. Piața valutară nu are o locație fizică sau un punct central precum celelalte piețe financiare, dar opereaza cu bănci, corporații și persoane fizice pe întreg globul, 24 ore din 24, mai puțin în weekend.
Cursul de schimb valutar sau cursul FX reprezintă suma la care se schimbă o monedă contra altei monede.
Pe piața valutară, tranzacțiile pot fi executate în sume, la date și sub denumiri variabile. Nu există mărimi sau termene de contract standard.
Data la care cele două monede sunt schimbate între ele este cunoscută sub numele de data de reglementare sau data valutei.
După volumul de tranzacții este cea mai mare piață internațională.
Piață valutară internațională constituie un sistem complex interbancar, prin care se tranzactionează sume mari de bani, de către actorii din piață, la o rată de schimb stabilită la o anumită dată, într-un anumit moment, în scopul schimbării (convertirii) unor valute contra altora. 

## Scurt istoric
Spre sfârșitul celui de Al Doilea Război Mondial, guvernele aliate s-au întâlnit  în cadrul Conferinței ONU pe probleme monetare și financiare. Această conferință a avut loc la Bretton Woods, New Hampshire, SUA, între 1 și 22 iulie 1944. În cadrul conferinței au fost înființate două organisme, Fondul Monetar Internațional și Banca Internațională pentru Reconstrucție și Dezvoltare. Valoarea fiecărei monede a fost exprimată în cantități fixe de aur. Convertibilitatea dolarului american a fost fixată la cursul de 35$ pe uncia de aur. Acordul de la Bretton Woods a făcut din dolarul american, o monedă etalon la nivel internațional. Cursurile de schimb erau menținute în cadrul unei benzi înguste, în jurul parității oficiale declarate. În cadrul acestui sistem de la Bretton Woods, cursurile de schimb erau fixe, dar ajustabile, și s-au menținut relativ stabile până la mijlocul anilor ’60, atât în cadrul CEE, cât și pe plan internațional.
De exemplu între 1949 și 1967, lira sterlină a fost fixată la paritatea de 1 = 2,80 $.
Până la sfârșitul anilor ’60, mediul internațional a cunoscut schimbări semnificative. Sistemul Bretton Woods era supus unor presiuni crescânde ca urmare a politicii balanței de plăți a Statelor Unite. Statele membre ale CEE aveau opinii tot mai diferite cu privire la prioritățile de politică economică. Amplificarea divergențelor asupra prețurilor și costurilor între aceste state a condus la numeroase crize ale cursului de schimb și ale balanței de plăți, care, la rândul lor, amenințau să perturbe uniunea vamală și piața agricolă comună, care funcționaseră cu rezultate relativ bune până în acel moment. 
Piața s-a format în anii '70, când comerțul internațional a trecut de la sistemul de cursuri fixe la sistemul de cursuri flotante. 
Nouă state membre care formau CEE la data respectivă au creat în anul 1979 Sistemul Monetar European (SME). Principala caracteristică a acestuia era mecanismul cursului de schimb (MCS), care a introdus cursuri de schimb fixe, dar ajustabile, între monedele celor nouă state.  La 1 ianuarie 1999, prin fixarea irevocabilă a cursurilor de schimb, transferarea către Banca Centrală Europeană a competenței în domeniul politicii monetare și introducerea euro ca monedă unică. La 1 ianuarie 2002 bancnotele și monedele euro au intrat în circulație în țările participante, iar la finele lunii februarie bancnotele și monedele naționale și-au pierdut puterea circulatorie.

## Mărimea pieței și lichiditatea acesteia

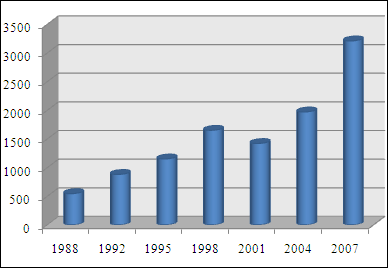
Main foreign exchange market turnover, 1988–2007, measured in billions of USD.

Cursul (de schimb), cotația, sau prețul valutelor este determinat de către piață, prin raportul dintre cererea și oferta de valută a unei țări. Cotația reflectă acea cantitate (volum) de valută națională, care trebuie plătită pentru o unitate de valută străină (cotatie directă), ori invers - cantitatea (volumul) de valută străină, care trebuie plătită pentru o unitate de monedă națională (cotatie inversă). Valută al cărei preț poate fi exprimat în câteva unități ale altei valute, se numește valută de bază. Valută de rezervă este dolarul american, din aceste considerente în majoritatea cotatiilor aceasta este valută de bază. Marii participanți pe piață "oferă" cursurile, la vânzare cât și la cumpărare; astfel cotația capătă un sens valoric dublu. În ex - 1.5020 - 1.5025, la cotația din stânga puteți vinde valută de bază (băncii/brokerului), la cea din dreapta - puteți cumpără. Prețul la care banca este gata să cumpere valută se numește Bid, iar cel la care este gata să vândă - Ask (sau offer). Diferența dintre prețul de vânzare și cel de cumpărare se numește spread și constituie comisionul celui care a anunțat (oferit) cotația. Modificarea minimă posibilă a cotatiei unei valute poartă denumirea de punct (point, pip). Diferitele valute se coteaza la rate diferite; La majoritatea valutelor un punct este egal cu o zece miime; la yenul japonez - o sutime. De obicei spread-ul constituie între 5 și 15 puncte.

## Participanti la piata valutara
Participanții la piața valutară sunt:
- Banca Centrală:
  - reglementează piața monetară internă
  - monitorizează și menține valoarea monedei naționale pe piețele valutare
  - menține rezervele valutare
  - controlează ratele dobânzii monedei naționale

- Băncile:
  - administrează portofoliul împrumuturilor în diverse valute
  - furnizează cele mai bune servicii
  - maximizează profiturile prin poziția pe care o dețin și din arbitraj valutar

- Societăți, Instituții, firme etc. locale:
  - maximizează utilizarea în diverse valute a numerarului
  - minimizează riscurile și costurile valutare

## Simbolurile valutelor
Pentru fiecare valută există o simbolizare standard, recunoscută în lumea întreagă și aprobată prin standardele de conformitate ISO 4217. Simbolurile sunt alcătuite din trei litere, primele două simbolizand țara, iar a treia denumirea valutei. De ex. dolarul SUA, conform standardelor de clasificare, se notează USD, unde US înseamnă United States, iar D este prima literă din denumirea valutei. 
Simboluri Principalelor Valute: 
- USD - dolarul american
- EUR - euro
- JPY - yenul japonez
- GBP - lira sterlină
- CHF - francul elvețian
- CAD - dolarul canadian
- AUD - dolarul australian
- NZD - dolarul neozeelandez

Aceste valute sunt grupate in perechi.
Cele mai mari si tranzactionate perechi valutare sunt:
- EUR/USD
- GBP/USD
- USD/CHF
- USD/JPY

## Caracteristicile de comercializare
Nu există o piață unificată sau centralizată pentru majoritatea tranzacțiilor și există foarte puține reglementări transfrontaliere. Datorită naturii extrabursiere (OTC) a piețelor valutare, există mai degrabă o serie de piețe interconectate, în care se tranzacționează instrumente de valută diferite. Aceasta înseamnă că nu există un singur curs de schimb, ci mai degrabă un număr de rate diferite (prețuri), în funcție de ce tranzacționează banca sau producătorul de piață și unde se află. În practică, tarifele sunt destul de apropiate datorită arbitrajului. Datorită dominației londoneze pe piață, prețul cotat al unei anumite valute este de obicei prețul pieței din Londra. Principalele burse de tranzacționare includ serviciile electronice de brokeraj (SEB) și Thomson Reuters Dealing, în timp ce băncile importante oferă și sisteme de tranzacționare. 
Principalele centre comerciale sunt Londra și New York, deși Tokyo, Hong Kong și Singapore sunt și ele importante. Participă băncile din întreaga lume. Comerțul cu valute se desfășoară continuu pe tot parcursul zilei; pe măsură ce sesiunea de tranzacționare din Asia se încheie, începe sesiunea europeană, urmată de sesiunea din America de Nord și apoi din nou în sesiunea asiatică.
Fluctuațiile cursurilor de schimb sunt cauzate, de obicei, de fluxurile monetare reale, precum și de așteptările privind variațiile fluxurilor monetare. Acestea sunt cauzate de evoluția creșterii produsului intern brut (PIB), a inflației (teoria parității puterii de cumpărare), a ratelor dobânzilor (paritatea ratei dobânzii, efectul intern Fisher, efectul Fisher International), deficitele și excedentele bugetare și comerciale, tranzacții și alte condiții macroeconomice. Știrile majore sunt publicate în mod public, adesea la datele programate, astfel încât mulți oameni au acces la aceleași știri în același timp. Cu toate acestea, băncile mari au un avantaj important; ei pot vedea fluxul de comenzi al clienților lor.

## Formarea cursului valutar
Datorită globalizarii piețelor internaționale de capital, cursul fiecărei valute este efectiv unic în toată lumea, în orice clipă, și se formează în baza cotatiei curente, propusă de către actorii majori de pe piață. Schimbările graduale, frecvente, ale cursului valutar se datorează faptului că marii actori, în baza factorilor pieței sau a intereselor proprii, încep să crească sau să scadă prețurile/cotațiile. Factorii de bază care conduc la formarea cursului pot fi: 
- schimbarea indicatorilor economici ai unei țări;
- evenimentele politice importante, în țară și peste hotare;
- efectuarea operatiilor de vânzare/cumpărare a valutei în volume mari;
- evenimentele importante pe alte piețe de capital;
- schimbarea deciziilor (pe baza analitică) vis-a-vis de cursul valutar de către majoritatea participiantilor pe piață;
- zvonurile pe piață sau schimbarea în „psihologia pieței”.

Perechile de valute cele mai tranzacționate pe piață valutară internațională sunt: 
- EUR/USD numită și "Euro"
- GBP/JPY numită și "Geppy"
- GBP/USD numită și "Cable"
- NZD/USD numită și "Kiwi"
- USD/CAD numită și "Loonie"
- USD/JPY numită și "Gopher"
- AUD/USD numită și "Aussie"